# إسحق بروك
إسحق بروك (بالإنجليزية: Isaac Brock)‏ (6 أكتوبر 1769 - 13 أكتوبر 1812) هو ميجر جنرال في جيش الإمبراطورية البريطانية.

## حياته
ولدَ في سان بيتر بورت، في جزيرة جيرنزي، وهو الابن الثامن لجون بروك (1729 - 1777)، والذي كان ضابط صف في البحرية الملكية البريطانية. عندما بلغ العاشرة من عمره تم إرساله إلى مدرسة في ساوثهامبتون. لم يكمل تعليمه الرسمي، لكنه إنكب على القراءة في منزله. فقرأ التأريخ القديم، والتكتيكات والعلوم العسكرية، كما قرأ لفولتير، شكسبير، صموئيل جونسون. في (8 مارس 1785) إنضم إلى فوج المشاة الملكي الثامن، برتبة حامل الراية. في (16 يناير 1790) اشترى رتبة ملازم في (27 يناير 1791) تم ترقيته إلى رتبة نقيب في كتيبة المشاة المستقلة.

## إرساله إلى كندا
في عام 1802 تم إرساله لكندا، للمساهمة في التصدي لحالات الفرار من الجندية والتمردات في صفوف الجيش. تمت ترقيته إلى رتبة ميجر جنرال وأصبح مسؤولاً عن حماية كندا العليا (أونتاريو حالياً) ضد هجمات الولايات المتحدة الأمريكية.

## وفاته
قُتِلَ بروك في (13 أكتوبر 1812) أثناء قيادته للقوات البريطانية المدافعة عن أونتاريو، أثناء الغزو الأمريكي لها في معركة مرتفعات كوينزتون.

## روابط خارجية
- إسحق بروك على موقع الموسوعة البريطانية (الإنجليزية)
- إسحق بروك على موقع الموسوعة البريطانية (الإنجليزية)
- إسحق بروك على موقع إن إن دي بي (الإنجليزية)